# Friedrich Wilhelm Hermann
Friedrich Wilhelm Hermann (* 1774; † 11. April 1822 in Dresden) war ein deutscher Jurist und Bürgermeister von Dresden.

## Leben
Friedrich Wilhelm Hermanns Familie stammte ursprünglich aus Nürnberg; der Handels- und Ahnherr Hans Hermann war Mitglied des Großen Rats von Nürnberg.
Friedrich Wilhelm Hermanns Vater, Johann Zacharias Hermann der Jüngere (* unbekannt; † 1802), war kurfürstlich-sächsischer Kammerassistenzrat und Obersalzinspektor. Seine Mutter, Christiane Friederike Lingke (* unbekannt; † 20. Mai 1816), war die Tochter des kurfürstlich-sächsischen Hof- und Justizkanzlei-Sekretär Friedrich Philipp Lingke (1712–1783). Sein Großvater Johann Zacharias Hermann der Ältere (* unbekannt; † 1735) war Bürgermeister von Torgau wie auch sein Urgroßvater Paul Hermann dort Bürgermeister war.
Friedrich Wilhelm Hermann besuchte die Schule und studierte Rechtswissenschaften in Wittenberg, die er mit einer Promotion zum Doktor beendete.
1813 war er Mitglied im Rat der Stadt Dresden. In diesem Jahr fand am 20./21. Mai 1813 die Schlacht bei Bautzen statt, bei der auch der Hermannsche Besitz in Weidlitz in der Oberlausitz geplündert und verwüstet wurde.
Nachdem seine Mutter 1816 verstorben war, wurde er mit den Rittergütern Weidlitz und Pannewitz beliehen und im gleichen Jahr zum Bürgermeister von Dresden ernannt. In diesem Amt blieb er bis zu seinem Tod 1822. Sein Nachfolger wurde Johann Georg Ferdinand Jacobi.
Friedrich Wilhelm Hermann war mit Charlotte Wilhelmine Kuhn aus Freiberg verheiratet. Sein Sohn war Paul Hermann.

## Werke
- Wiesand, Georg Stephan; Hermann, Friedrich Wilhelm: De ritu jurandi manu sublata vel pectori imposita - dissertatio. Vitebergae: Charisius, 1795